# Xabier Gómez
Xabier Gómez García (Azcoitia,  11 de abril de 1970) es un eclesiástico católico español, miembro de la Orden de Predicadores. Es el obispo de San Felíu de Llobregat desde 2024.

## Biografía
Nació el 11 de abril de 1970, en el municipio español de Azcoitia, Guipúzcoa.
Tras realizar estudios en la Pontificia Facultad de Teología San Esteban de Salamanca (2003-2005), obtuvo la licenciatura en Teología. Luego, obtuvo una maestría en Orientación y Mediación Familiar por la Universidad Pontificia de Salamanca (2006). Además, cursó una especialización en Mediación Social Intercultural por la Universidad Autónoma de Madrid (2007).
Además de euskera y castellano, habla catalán y francés.

### Vida religiosa
Su ordenación sacerdotal fue el 12 de junio de 1994, a manos del obispo José María Setién; incardinándose en la diócesis de San Sebastián.
Como sacerdote desempeñó los siguientes ministerios:
- Vicario parroquial de Elgóibar (1994-1997).
- Párroco y coordinador de la Unidad Pastoral de Escoriaza-Arechavaleta (1997-2003).[4]

En 2003 ingresó en la Orden de Predicadores, realizando su noviciado en el Convento de formación de Salamanca, donde el 17 de septiembre de 2004 emitió su primera profesión de votos religiosos.
- Vicario parroquial del Santo Cristo de Madrid y coordinador de pastoral del Colegio Nuestra Señora de Atocha (2006-2010).
- Promotor de Pastoral Juvenil y Vocacional de la Provincia dominica (2009-2012).
- Vicario parroquial del Santuario Nuestra Señora de Atocha (2010-2016).
- Prior del Convento de Santa Catalina de Barcelona (2016-2018).[6]
- Promotor Provincial de Justicia y Paz (2013-2021).
- Promotor de Justicia y Paz a nivel europeo (2016-2022).[7][8]
- Miembro de la Coordinación del Observatorio de Derechos Humanos Samba Martine (desde 2016).[6]
- Prior del Convento de Santo Tomás de Aquino, en El Olivar de Madrid (desde 2019).[5]
- Director de O_Lumen —Espacio para las artes y la palabra—[9] (desde 2021).
- Director del Departamento para Migraciones de la Conferencia Episcopal Española (desde 2021).[10]
- Director del programa de prenoviciado de la Provincia dominica (a partir de 2022).

### Episcopado
El 8 de octubre de 2024, el papa Francisco lo nombró obispo de San Felíu de Llobregat. Este nombramiento marca un hecho significativo, siendo la primera vez en 60 años que un dominico asume el episcopado en una diócesis española.
Fue consagrado el 30 de noviembre del mismo año, durante una ceremonia en la Catedral de San Feliú de Llobregat, a manos del cardenal Juan José Omella. Tomó posesión canónica el mismo día de su ordenación. El anillo, la mitra y el báculo fueron obsequiados por Cáritas Española.
En la Conferencia Episcopal Española es, desde abril de 2025, miembro de la Comisión Episcopal para la Pastoral social y la Promoción humana.
En la Conferencia Episcopal Tarraconense es responsable del servicio de migraciones y pastoral intercultural y de la pastoral obrera, desde febrero de 2025, y presidente del Secretariado Interdiocesano de conservación y promoción del arte sacro, desde julio de 2025.

## Posiciones políticas e ideológicas
En relación con la crisis migratoria en Canarias, Gómez propone como solución "facilitar el libre tránsito hacia la península o el resto del continente europeo", permitiendo que los migrantes continúen su viaje o sean acogidos en los lugares donde sea necesario. También ha promovido la creación de la guía "Hospitalidad Atlántica", elaborada en colaboración con las diócesis del Norte de África. Durante su posesión canónica, agradeció a los migrantes por "venir a nuestro país y revitalizar nuestras Iglesias".